# Frank Sandmann
Frank Sandmann (* 3. August 1966 in Marl) ist ein deutscher Schauspieler, Synchronsprecher, Moderator und Autor.

## Leben
Frank Sandmann studierte von 1988 bis 1994 Theaterwissenschaften, Filmwissenschaften und Medienwissenschaft an der Friedrich-Alexander-Universität Erlangen-Nürnberg und schloss mit dem Magister Artium ab. Seine Ausbildung als Radiomoderator machte er bei Ad Roland Media Service in Hilversum. Danach war er Moderator und Redaktionsleiter bei verschiedenen Radiosendern. 1990 begann er seine Radiokarriere bei Radio Down-Town Erlangen, ging dann zu Radio F Nürnberg und arbeitete im Funkhaus Nürnberg als Moderator und Redakteur für Radio Gong, Radio Charivari und Hitradio N1. Vier Jahre war er Moderator der Morgensendung bei Antenne Thüringen.
Von 2000 bis 2004 absolvierte er berufsbegleitend die Journalisten-Weiterbildung am Institut für Publizistik- und Kommunikationswissenschaft des Fachbereichs Politik- und Sozialwissenschaften der FU Berlin mit dem Abschlussgrad „Licentiatus rerum publicarum“ (Lic. rer. publ.).
Erste Rollen als Schauspieler hatte Sandmann bereits in den 1980er Jahren. Bei den Ruhrfestspielen in Recklinghausen übernahm er 1986 die Rolle des Studenten Perchik in dem Musical Anatevka von Jerry Bock. Seit 2003 gehört er zum Ensemble der Faustfestspiele Kronach, die seit 1995 auf der Festung Rosenberg stattfinden. Dort spielte Sandmann unter anderem den König Polyxenes in Ein Wintermärchen, Demetrius in Ein Sommernachtstraum von William Shakespeare, den Estragon in Warten auf Godot von Samuel Beckett, den Spiegelberg in Die Räuber von Friedrich Schiller und den Doktor Bartolo in einer Bearbeitung der Oper sowohl in Der Barbier von Sevilla als auch in Figaros Hochzeit, außerdem den Brighella in Goldonis Diener zweier Herren. Außerdem trat er als Jakob in Der Geizige von Molière und als Scheitermann in der Posse Frühere Verhältnisse von Johann Nestroy auf. Im Sommer 2010 spielte er die Xanthippa in der Komödie Das Eselsspiel von Titus Maccius Plautus und zusätzlich den Boten sowie den Banquo in Shakespeares Macbeth bei den Kronacher Faust-Festspielen. 2006 spielte er außerdem den Mr. Merryman in der Billy Wilder-Adaption von Ein blonder Traum am Kleinen Theater in Berlin unter der Regie von Oliver Munk.
Sandmann ist auch als Synchronsprecher und als Kabarettist mit eigenen Soloprogrammen tätig. Mit Volker Sondershausen trat er seit 2005 mit der Singcom Gayromeo ist schuld auf. Damit gab er Gastspiele im Schmidt-Theater in Hamburg, im Kleinen Theater Berlin, beim Sommerblut-Festival Köln, im Night-Wash Köln, Heimathafen Neukölln und beim schwul-lesbischen Kulturfestival Warmer Mai in Zürich.
Außerdem war Sandmann mit Lesungen und als Rezitator auf Tournee.
Im Jahr 2008 startete mit ihm als erstem Moderator die Live-Quizshow im Internet Wie weit wirst Du gehen?, die inzwischen Quizzen ist Geld heißt. Er arbeitet dort als Moderator und als Moderatoren-Coach. Am 30. November 2009 ging Quizzen ist Geld auf unbestimmte Zeit in eine Sendepause.
Frank Sandmann hat auch als Autor für Chrismon, taz, Schweizer Sonntagszeitung, Deutschlandradio Kultur, Tagesspiegel, Berliner Zeitung einige Beiträge veröffentlicht, die sich hauptsächlich mit gesellschaftlichen Themen befassen. Seit 2011 schreibt er für die Wefra GmbH regelmäßig Kolumnen, die sich mit seinem Umgang mit seiner MS-Erkrankung, die 1997 bei ihm diagnostiziert wurde, beschäftigen.
Im Herbst 2010 startete Frank Sandmann gemeinsam mit Volker Sondershausen die Live-Talkshow Wer ist Gabi? im Café Bilderbuch in Berlin-Schöneberg. Nach 16 Ausgaben beendete Sandmann diese Reihe im Frühjahr 2013, nahm sie im Januar 2020 im Rahmen der Reihe „Wir sind Nachbarn“ des Vereins „Quartier Bayerischer Platz“ zusammen mit Volker Sondershausen wieder auf. Seit 2011 arbeitet er als Referent für Öffentlichkeitsarbeit bei der Stiftung Lette-Verein in Berlin-Schöneberg und hat gelegentlich Auftritte als Sänger und Moderator. So moderierte er diverse Veranstaltungen für die Stiftung Stadtmuseum, den Bezirk Tempelhof-Schöneberg, so auch 2016 und 2017 den Green Buddy Award. 2020 moderierte er für den KAV-Berlin Live-Sendungen zu den Themen digitales Personalrecruiting und Diversity mit Schwerpunkt auf dem Landesantidiskriminierungsgesetz Berlin. Im November 2020 veröffentlichte er für den Lette-Verein Berlin den Podcast LETT'S TALK, einen monatlichen dreißigminütigen Podcast mit Schülerinnen und Schülern, die im Lette-Verein eine Berufsausbildung absolvieren.
Im Juni 2014 brachte der Grafikdesigner Daniel Bauer gemeinsam mit Frank Sandmann das Kinderbuch Der Waldlauf im Leiv Verlag heraus.
Im Februar 2018 wurde das Mittelalter-Rollenspiel Kingdom Come: Deliverance veröffentlicht, an dem Frank Sandmann als Synchronsprecher in mehreren Rollen mitgewirkt hat. Im Mai 2019 spielte Frank Sandmann im Zürcher Theater „Keller62“ das Bodo-Kirchhoff-Stück Der Ansager einer Stripteasenummer gibt nicht auf im Rahmen des Festivals Warmer Mai.